# Медведєв Тимофій Іванович
Тимофі́й Іва́нович Медве́дєв (1885, Російська імперія — ?) — радянський діяч. Член ВЦВК. Член Центральної контрольної комісії ВКП(б) у 1925—1930 роках. Член Партійної колегії Центральної контрольної комісії ВКП(б) з грудня 1927 по червень 1930 року.

## Життєпис
До 1918 року працював робітником-палітурником друкарень Москви.
Член РКП(б) з 1919 року.
На 1925 рік — майстер цеху 1-ї зразкової друкарні міста Москви.
Подальша доля невідома.